# Ḩoseyn Māheh
Ḩoseyn Māheh (persiska: حسین ماهه) är en ort i Iran.   Den ligger i provinsen Västazarbaijan, i den nordvästra delen av landet, 500 km väster om huvudstaden Teheran. Ḩoseyn Māheh ligger 1 304 meter över havet och antalet invånare är 702.
Terrängen runt Ḩoseyn Māheh är platt åt nordost, men åt sydväst är den kuperad. Ḩoseyn Māheh ligger nere i en dal.Runt Ḩoseyn Māheh är det ganska tätbefolkat, med 155 invånare per kvadratkilometer. Närmaste större samhälle är Sīmmīneh, 3,2 km söder om Ḩoseyn Māheh. Trakten runt Ḩoseyn Māheh består till största delen av jordbruksmark.